# Дудаєв Джохар Мусаєвич
Джоха́р Дуда́єв (рос. Джохар Мусаевич Дудаев, чеч. Dudin Musa-khant Dƶovxar, Дудин Муса-кӀант Жовхар; (15 лютого 1944, с. Ялхорой, Галанчозький район, Чечено-Інгуська АРСР, РРФСР, СРСР) — 21 квітня 1996, Гехі-Чу, Урус-Мартанівський район, ЧРІ) — чеченський військовий, державний та політичний діяч, перший президент Чеченської Республіки Ічкерія (1991—1996). Генерал-майор авіації Радянської армії, Генералісімус ЧРІ.
У 1944 році за національною ознакою у віці восьми днів був депортований до Казахстану. Згодом через це ж йому відмовили у вступі до військової академії. В 1962—1991 роках служив у Військово-повітряних силах СРСР, дослужившись до звання генерал-майора авіації. Командував бомбардувальними дивізіями, які базувалися в Полтаві й Тарту. В Естонії він керував авіабазою стратегічних бомбардувальників Ту-22, важливих елементів ядерного протистояння часів Холодної війни. Тоді ж Дудаєв брав участь у складанні плану килимових бомбардувань 1986 року в ході війни в Афганістані. Після розпаду СРСР Дудаєв стає одним з лідерів руху за незалежність Чечні, 27 вересня 1991 року обраний президентом Чеченської Республіки Ічкерія. Російська влада не визнала Ічкерію та ввела війська на її територію в 1994 році. У 1996 році російське керівництво вчинило вбивство чеченського лідера з наведенням ракети.
Кавалер низки орденів СРСР, зокрема орденів Червоного Прапора та Червоної Зірки. Його ім'ям названо вулиці, алеї та площі в різних містах — у Боснії і Герцеговині, Латвії, Литві, Польщі, Туреччині, Україні тощо.

## Життєпис

### Перші роки
Джохар Дудаєв народився 15 лютого 1944 року в селі Первомайське Галанчозького району Чечено-Інгуської АРСР Російської РФСР (нині село Ялхорой Ачхой-Мартановського району Чеченської Республіки Російської Федерації), був сьомою дитиною у родині із дев'яти братів та сестер. Через вісім днів після народження Джохара, 23 лютого, родину Дудаєвих депортували в Павлодарську область Казахської РСР разом із іншими малими народами СРСР — балкарцями, інгушами, калмиками, кримськими татарами тощо. Відтак в Казахстані Джохар та його родина разом зі своїм народом прожили у засланні 13 років.
1957 року Чеченську АРСР відновлено й чеченці мали нагоду повернутися на рідні землі, що й зробила сім'я Дудаєвих. Вони оселилися у місті Грозному. Через два роки підліток закінчив середню школу № 45. Після цього Джохар вивчився на електрика й почав працювати у будівельно-монтажному управлінні № 5, поєднуючи роботу з освітою у вечірній школі № 55. У 1960 році Джохар Дудаєв вступив на фізико-математичний факультет Північно-Осетинського педагогічного університету у Владикавказі. Прослухавши річний курс лекцій з профільної підготовки, 1962 року хлопець вступив до Тамбовського вищого військового авіаційного інженерного училища, де провчився до 1966 року. Сам Джохар вчився в училищі на відмінно, тому при видачі дипломів чеченському льотчику диплом видавав український льотчик-ас, герой Другої світової війни, тричі Герой Радянського Союзу, Іван Кожедуб.

### У радянській армії
З 1966 року до 1970 року Дудаєв служив у 52-му інструкторському важкому бомбардувальному полку, що базувався на авіабазі «Шайковка» у Калузькій області, де починав помічником командира літака. Наступного, 1967 року, Джохар одружився з донькою офіцера, Аллою Федорівною Куліковою. Згодом у сім'ї народилося двоє синів — Авлур і Дегі, а також донька Дана. У 1971 році Дудаєв забажав продовжити навчання в авіаційній академії, проте через заборону чеченцям бути старшими командирами, йому це не вдалося. Через це Джохар вирушив у Москву, вимагаючи зустрічі з тодішнім міністром оборони СРСР Андрієм Гречком. Прочекавши у столиці близько тижня, Дудаєв потрапив на прийом до генерал-майора Дмитра Язова, який, подивившись документи, відразу дав згоду.
З 1970 року майбутній президент проходив службу у 1225-му авіаполку важких бомбардувальників на авіабазі «Белая» на Прибайкаллі, селище Середній Усольського району Іркутської області. У 1974 році Джохар закінчив командний факультет Військово-повітряної академії імені Ю. Гагаріна. У 1225-му полку, дислокованому поблизу Іркутська, чеченський льотчик стрімко підіймався по кар'єрній драбині: був командиром авіаполку (1976—1978), начальником штабу (1978—1979), командиром загону (1979—1980), командиром полку (1980—1982). У 1982 році у тому ж гарнізоні під Іркутськом Дудаєв був призначений начальником штабу 31-ї дивізії важких бомбардувальників 30-ї повітряної армії. У 1985 році він був переведений до Полтавської дивізії важких бомбардувальників.
У 1987 році Джохара Дудаєва підвищили у званні до генерала та призначили командиром 326-ї Тарнопільської дивізії важких бомбардувальників 46-ї повітряної армії стратегічного призначення. Дивізія базувалася в місті Тарту Естонської РСР, де Дудаєв також був начальником воєнного гарнізону міста. В Естонії Джохар керував авіабазою радянських стратегічних бомбардувальників Ту-22, які були призначені для можливого ядерного бомбардування європейських столиць у ході Холодної війни. З тієї ж авіабази проводилися килимові бомбардування 1986 року під час війни в Афганістані 1979—1989 років, план яких також розробляв Дудаєв. У Тарту радянський генерал вивчив естонську мову. Вже під час проголошення відновлення незалежності парламентом Естонії Дудаєв проігнорував наказ радянського керівництва на блокування естонського телебачення та недопущення відновлення незалежності Естонії. Замість того він направив туди польову кухню. У 1989 році Дудаєв отримав звання генерал-майора авіації.
У 1990 році 326-ту Тарнопільську дивізію важких бомбардувальників вивели з Естонії після відновлення її незалежності, а сам чеченський військовик звільнився у запас. За словами самого Дудаєва, його звільнення напряму пов'язано з національно-визвольним рухом у Балтійських країнах, а також на прохання представників власного народу.

### Початок політичної діяльності
У травні 1990 року Дудаєв повернувся у Грозний і почав займатись політикою. 23 листопада 1990 року на запрошення ідеологів Загальнонаціонального конгресу чеченського народу Зелімхана Яндарбієва та Мовладі Удугова генерал прибув на I-й Чеченський національний з'їзд. Через два дні, 25 листопада, з'їзд обрав керівний орган — виконавчий комітет, головою якого обрано Дудаєва. А вже 27 листопада члени виконавчого комітету одноголосно ухвалили декларацію про заснування та суверенітет Чеченської Республіки Нохчі-Чо. Вже у липні того ж року, на другому засіданні Загальнонаціонального конгресу, заявлено, що Чеченська Республіка не буде входити до складу СРСР або РРФСР.
З 19 до 21 серпня 1991 року в Москві пройшла невдала спроба державного перевороту після чого утворили Державний комітет з надзвичайного стану. У той же час Чечено-Інгуський республіканський комітет КПРС, Верховна Рада та уряд автономної республіки підтримали рос. ГКЧП. У свою чергу Загальнонаціональний конгрес виступив проти комітету, який намагався втримати від розпаду СРСР, а також зажадав розпуску уряду республіки і виходу зі складу СРСР та РРФСР. Вже 4 вересня після багатоденного мітингу Дудаєв оголосив про розпуск Верховної Ради, а через два дні будівлю засідань Ради захопили мітингувальники та гвардійці Загальнонаціонального конгресу. Відтоді 6 вересня вважалося — Днем незалежності республіки. Вже 17 вересня призначили позачергові вибори президента та парламенту республіки. Їх планувалося провести через десять днів 27 вересня. Призначеного дня пройшли, як президентські, так і парламентські вибори. За даними Чечено-Інгуської Центральної виборчої комісії у виборах узяло участь 72 % виборців, з яких 90,1 % віддало свій голос на президентських виборах за Джохара Дудаєва. Щоправда, його конкуренти заявляли про фальсифікації.

### Президентство
У той же час 8 жовтня Верховна Рада РФРСР визнала єдиним законним органом влади у республіці розігнану Верховну Раду. На її ж підтримку вступили проросійські політики, які почали формувати власні парамілітарні збройні формування. 1 листопада 1991 року Дудаєв підписав свій перший указ «Про заяву суверенітету чеченської Республіки», яким проголосив незалежність Чеченської Республіки Ічкерія від Російської Федерації. 7 листопада 1991 року російський президент Борис Єльцин видав наказ про введення надзвичайного стану в Чечні, що означало незгоду Московської влади з незалежністю чеченського та інгуського народів. У відповідь на це президент Ічкерії ввів у своїй країні воєнний стан. Однак, на той час у найвищому законодавчому органі Росії, Верховній Раді, найбільшу кількість депутатів становили противники тодішнього президента, через що його указ не затвердили, що означало, майже визнання незалежності Ічкерії. Тоді ж у Чечню спрямували два літаки з військами спеціального призначення, які приземлилися на аеродромі в селищі Ханкала, але спецпризначенців заблокували противники російської влади. У той же час місцева чеченська влада націоналізувала всю російську військову техніку та зброю на території Чечні. Вже 3 березня наступного, 1992 року, Джохар Дудаєв зголосився сісти за стіл переговорів з московським керівництвом, однак, за умови, що ті визнають незалежність Чечні.
12 березня 1992 року парламент Чечні прийняв конституцію країни. Згодом чеченська влада без спротиву узяла під контроль усі російські військові частини, розміщені в Чечні. До 8 червня 1992 року усі федеральні війська покинули територію гірської республіки, залишивши там усю техніку, зброю та боєприпаси. Однак, через загрозу справжньої війни з Росією, яка не бажала визнавати незалежності Ічкерії, Дудаєву довелося ввести пряме президентське правління та комендантський час у країні. 7 квітня 1993 року президент розпустив уряд, парламент, конституційний суд, а також Грозненське міське зібрання.
11 грудня 1994 року між Російською Федерацією та Чеченською республікою Ічкерія розпочалася війна. Від її початку за колишнім радянським генералом Дудаєвим полювали російські спецслужби. Вони ж вчинили три невдалі замахи на життя президента Чечні.
«Дудаєв був добре підготовлений офіцер. Він закінчив академію імені Гагаріна, гідно командував полком і дивізією. Твердо керував авіаційною групою при виведенні радянських військ з Афганістану, за що був нагороджений орденом Бойового Червоного Прапора. Його вирізняли витримка, спокій і турбота про людей. У його дивізії була обладнана нова навчальна база, облаштовані їдальні та аеродромний побут, наведений твердий статутний порядок у гарнізоні Тарту. Джохару заслужено було присвоєно звання генерал-майора авіації», — згадував Герой Росії генерал армії Петро Дейнекін. У березні 1991 року Дудаєв зажадав саморозпуску Верховної Ради Чечено-Інгуської Республіки. У травні звільнений у запас генерал приймає пропозицію повернутися в Чечню і очолити громадський рух. 9 червня 1991 року на 2-й сесії Чеченського національного з'їзду Дудаєв був обраний головою Виконавчого комітету ОКЧН (Загальнонаціональний конгрес чеченського народу), в який був перетворений колишній виконком ЧТВ. З цього моменту Дудаєв як керівник Виконкому ОКЧН почав формування паралельних органів влади в Чечено-Інгуській АРСР, заявивши, що депутати ВР ЧІР «не виправдали довіри» і оголосивши їх «узурпаторами». 19 серпня з ініціативи Вайнаської демократичної партії на центральній площі Грозного почався мітинг на підтримку російського керівництва, але після 21 серпня він став відбуватися під гаслами відставки Верховної Ради разом з його головою. 4 вересня відбулося захоплення грозненського телецентру та Будинку радіо. Джохар Дудаєв зачитав звернення, у якому назвав керівництво республіки «злочинцями, хабарниками, казнокрадами» і оголосив, що з 5 вересня до проведення демократичних виборів влада в республіці переходить в руки виконкому та інших загальнодемократичних організацій. 6 вересня Верховну Раду ЧІАРСР розігнали озброєні прихильники ОКЧН. Дудаєвці побили депутатів і викинули у вікно голову Грозненської міськради Віталія Куценка. У результаті глава міста загинув, а більше 40 депутатів отримали травми. Через два дні дудаєвці захопили Аеропорт «Північний» і ТЕЦ-1, блокований центр Грозного. 1 жовтня 1991 року рішенням Верховної Ради РРФСР Чечено-Інгуська Республіка була розділена на Чеченську та Інгуську Республіки (без визначення меж).

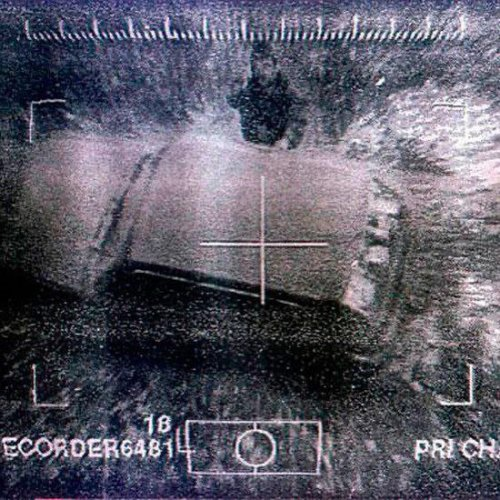
Фото Дудаєва перед смертью

### Вбивство
Після відступу з Грозного штаб Дудаєва розташувався в гірському селищі у будинку військового прокурора Ічкерії Магомеда Жанієва. Наказ про вбивство Джохара Дудаєва віддав особисто президент Російської Федерації Борис Єльцин. 21 квітня 1996 року співробітники Федеральної служби контррозвідки Росії запеленгували сигнал супутникового телефону Джохара Дудаєва у районі села Гехі-Чу, що за 30 кілометрів від Грозного. Через це одразу ж у повітря підняли два літаки Су-25 з ракетами. Дудаєв загинув від вибуху ракети під час розмови по телефону з депутатом Державної думи РФ, Костянтином Боровим. Магомед Жанієв загинув разом з ним.
Кілька людей, які організували цю операцію, зокрема головком ВПС В. Михайлов, стали Героями Росії.

#### Вплив вбивства на подальші події
Через чотири місяці після смерті між Російською Федерацією та Чеченською республікою Ічкерією уклали так звані Хасав'юртівські угоди, які призвели до закінчення російсько-чеченської війни й виводу федеральних військ з території республіки. Після смерті Дудаєва у владі республіки збільшився ухил у релігійну сторону. До влади в Ічкерії прийшли прихильники ваххабізму, які перевели чеченський національно-визвольний рух на рівень світового ісламського тероризму.

#### Версії щодо подальшої долі Дудаєва
Майже відразу після загибелі чеченського лідера з'явилися версії, що він, нібито, насправді залишився живим. Так у липні 1996 року свояк президента Дудаєва, Салман Радуєв, який на той час також вважався загиблим, на пресконференції у Грозному на Корані поклявся, що Джохар живий. Також він повідомив, що 5 липня, через три місяці після, нібито, ліквідації президента, зустрічався з президентом Ічкерії в одній з європейських країн. За його словами, поранений генерал був вивезений з країни представниками ОБСЄ й збирається неодмінно повернутися. Таке зізнання Радуєва викликало великий резонанс у пресі, однак, жодного підтвердження його слів не з'явилося.
У серпні 2001 року поновилися розмови про те, що Дудаєв живий. Багато у чому цьому слугувала заява маріонеткового управлінця Чечні, Ахмата Кадирова. За його словами, він не має підтверджень, що Дудаєв загинув, а також припустив, що «вбивство Дудаєва напряму пов'язано із виборами президента Росії 1996 року». Так, як стверджував Кадиров, передвиборчий штаб Єльцина порадив йому почати переговори з будь-ким із представників Чеченської влади, окрім Дудаєва, адже він вважався в Кремлі ініціатором конфлікту. Однак, Кадиров, як і перед тим Радуєв, не надав жодних доказів того, що перший президент незалежної Чечні живий.
Окрім того, у вересні 2003 року в російському Оперативному штабі Чеченської республіки з проведення контртерористичної операції заявив, що має інформацію про те, що двійник Дудаєва має з'явитися у Панкіській ущелині, у Грузії. Також цей оперативний штаб заявив, що двійника Джохара хочуть показати турецьким телеканалам задля дестабілізації перед виборами у Чечні.

## Нагороди та почесні звання
- Орден Червоного Прапора[джерело?]
- Орден Червоної Зірки[джерело?]

## Особисте життя
Родина:
- Муса Дудаєв — батько Джохара Дудаєва.
- Бекмурза Дудаєв — брат Джохара Дудаєва.
- Махарбі Дудаєв — молодший брат Джохара Дудаєва, водій таксі у Грозному. У 1995 році був затриманий російськими силовиками й був ув'знений у СІЗО Лефортово.
- Ахмет Дудаєв — небіж Джохара Дудаєва. У березні та квітні 1996 року працював головою СІЗО Департаменту державної безпеки Чеченської республіки Ічкерія[12]. У 1998-1999 роках керував тренувальними таборами в селах Сержень-Юрт і Старий Ачхой.
- Лечі Дудаєв — небіж Джохара Дудаєва.
- Алла Дудаєва (до шлюбу Кулікова) — дружина Джохара Дудаєва, донька радянського офіцера, художниця, поетеса, телеведуча. Алла та Джохар одружилися 1967 року. Після смерті чоловіка випустила книгу спогад «Джохар Дудаев. Миллион первый».
- Авлур Дудаєв — старший син Джохара та Алли Дудаєвих. Вважається, що Авлур помер під час першого місяця Першої російсько-чеченської війни, яку розпочала Російська Федерація проти Чеченської республіки Ічкерія 1 грудня 1994 року. Однак, за іншими даними, старший син президента, поранений, був перевезений за кордон, а згодом отримав громадянство Литви й залишився там жити.
- Дегі Дудаєв — молодший син Джохара та Алли Дудаєвих.
- Дана Дудаєва — дочка Джохара та Алли Дудаєвих[4].
- Таїпов Муса Апсаєвич — небіж Джохара Дудаєва, народився в 1957 році в Казахстані, працював у 1992-1994 роках головою Державної пробірної палати Чеченської республіки Ічкерія, у 1994-1996 роках був польовим командиром Збройних сил Ічкерії, у 1999 році став редактором видання «Ічкерія інфо».  [13].
- Таїпов Іса Апсаєвич- небіж Джохара Дудаєва, народився в 1956 році в Казахстані, у 1970-их роках зазнав політичних переслідувань.

## Вшанування пам'яті

### Топоніми
В усьому світі існує багато об'єктів вшанування пам'яті лідера чеченського народу та першого президента Чеченської республіки Ічкерія, Джохара Дудаєва. Окрім безлічі меморіальних дошок існує близько 19 вулиць та майданів, присвячених чеченському державному діячу. Такі приклади є у Литві (міста Вільнюс, Друскінінкай та Каунас), Боснії і Герцеговині (місто Горажде). Навесні 1996 року рішенням Львівської міської ради вулицю Лермонтова перейменовано на вулицю Джохара Дудаєва. У квітні того ж року на пропозицію депутатів Ризької міської думи алею Космонавтики (латис. Kosmonautikas gatve) перейменували на алею Джохара Дудаєва. У вересні 1998 року в сквері, названому іменем Джохара Дудаєва, у Вільнюсі, відкрили пам'ятник.
У турецьких містах Стамбул, Анкара та Бурса існують вулиці та два парки, названі на честь Дудаєва. До початку 2000-х років у Чечні також існувало дві вулиці у містах Грозному та Аргуні. Також існує вулиця Джохара Дудаєва в Івано-Франківську. А 17 березня 2005 року Варшавська міська рада назвала одну з площ польської столиці іменем Дудаєва.
Після перебування Джохара Дудаєва в Естонії його ім'ям назвали багато об'єктів. Зокрема, велика кімната в домі, де розташований готель «Барклай», була штабом генерала під час «Співочої революції» й нині має назву «Дудаєвський люкс». А на стіні цього готелю 20 липня 1997 року встановили першу меморіальну дошку на пошанування президента Дудаєва. На самій же дошці написано: «У цьому домі працював у 1987—1991 роках перший президент Чеченської Республіки Ічкерія генерал Джохар Дудаєв».
15 лютого 2024 року у місті Полтава урочисто відкрита меморіальна дошка Джохару Дудаєву на фасаді дитячої міської клінічної лікарні.
13 серпня 2024 року у місті Івано-Франківськ на вулиці Джохара Дудаєва відкрита меморіальна дошка Джохару Дудаєву.
22 липня 2025 року у місті Кременчук відкрили меморіальну дошку першому президенту Чеченської Республіки Ічкерія Джохару Дудаєву. Пам’ятний знак встановили на фасаді будинку №6 на провулку, що носить його ім’я.
У ході процесу деколонізації на фоні російського вторгнення в Україну 24 лютого 2022 року чимало топонімів та географічних назв змінено, серед яких на честь Джохара Дудаєва, зокрема:
- 26 травня 2022 року у Рівному вулицю Пржевальського перейменували на вулицю Джохара Дудуєва[17].
- 8 вересня 2022 року у Києві вулицю Іскрівську перейменували на вулицю Джохара Дудаєва[18].
- 16 вересня 2022 року в місті Кременчук провулок перейменували Грозненський на провулок Джохара Дудаєва[19][20].
- 28 жовтня 2022 року у Кривому Розі вулицю Єсеніна перейменували на вулицю Джохара Дудаєва[21].
- 2 грудня 2022 року місті Ізюм вулиця Тургенєва перейменували на вулицю Джохара Дудаєва[22].
- 19 травня 2023 року у місті Полтава вулиця Нікітченка перейменували на вулицю Джохара Дудаєва[23].
- 8 травня 2023 року у місті Покровськ вулицю Пушкіна перейменували на вулицю Джохара Дудаєва[24].
- 26 липня 2024 року у місті Ужгород вулицю Дагестанську перейменували на вулицю Джохара Дудаєва.[25]

Об'єкти, які названі на честь або присвячені пам'яті генерала Дудаєва:
На честь Джохара Дудаєва названо військовий батальйон Збройних сил України.

### В літературі
Дитинство Джохара описане в книзі для дітей «Богдан Логвиненко про Нестора Махна, Шарля де Голля, Олеся Бердника, Джохара Дудаєва, Романа Шухевича».

## Галерея

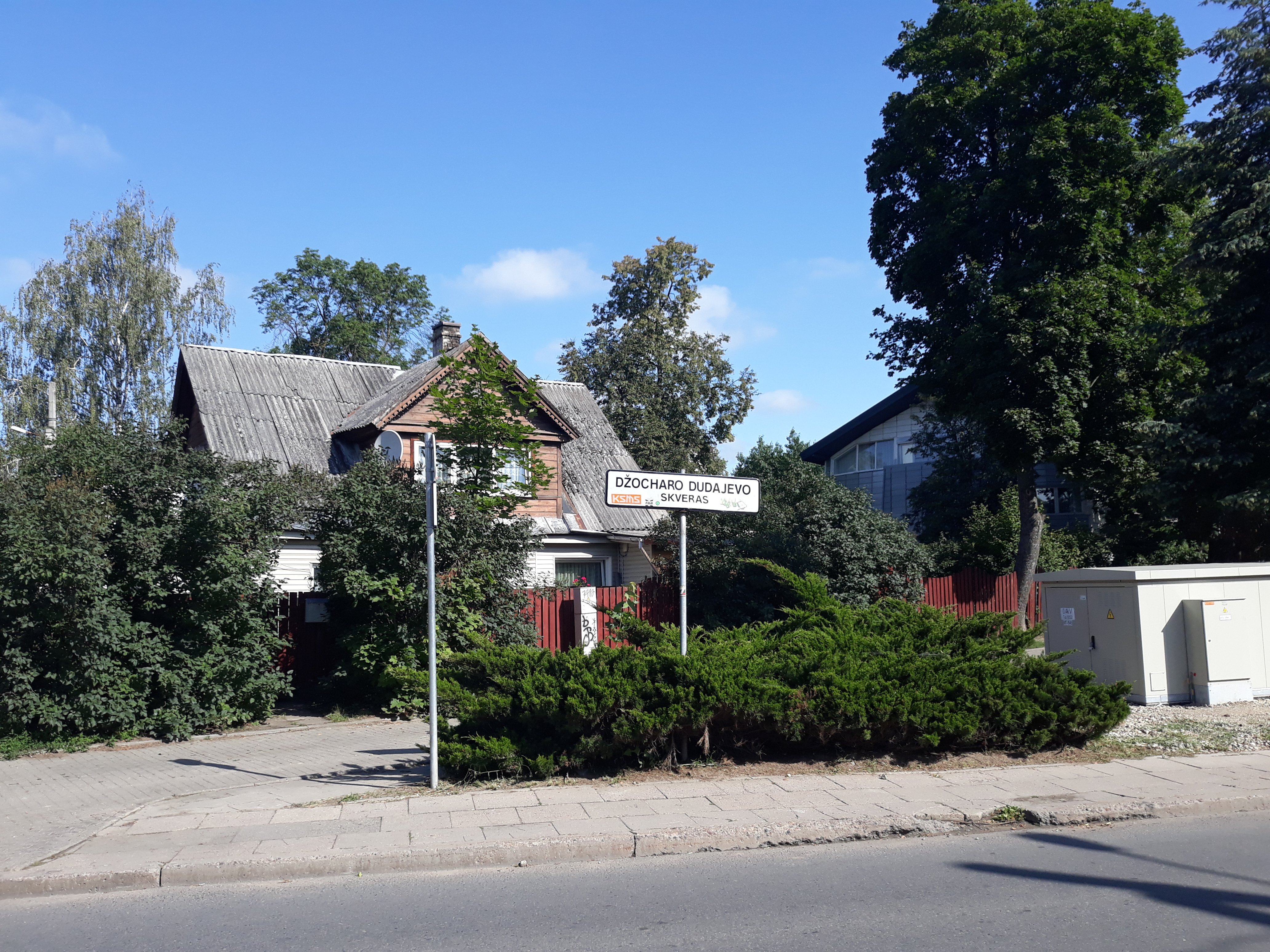
Площа у Вільнюсі
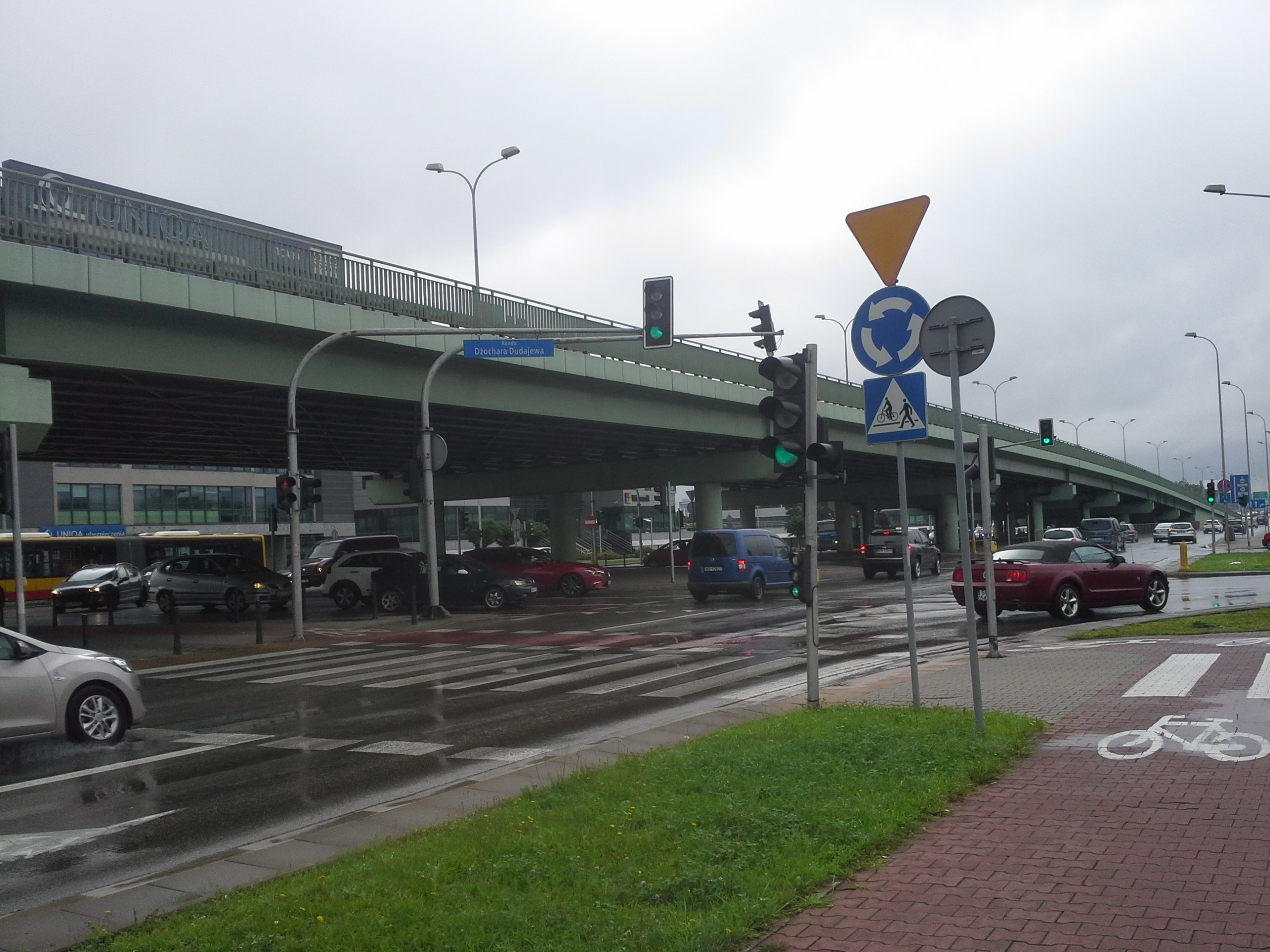
Площа у Варшаві
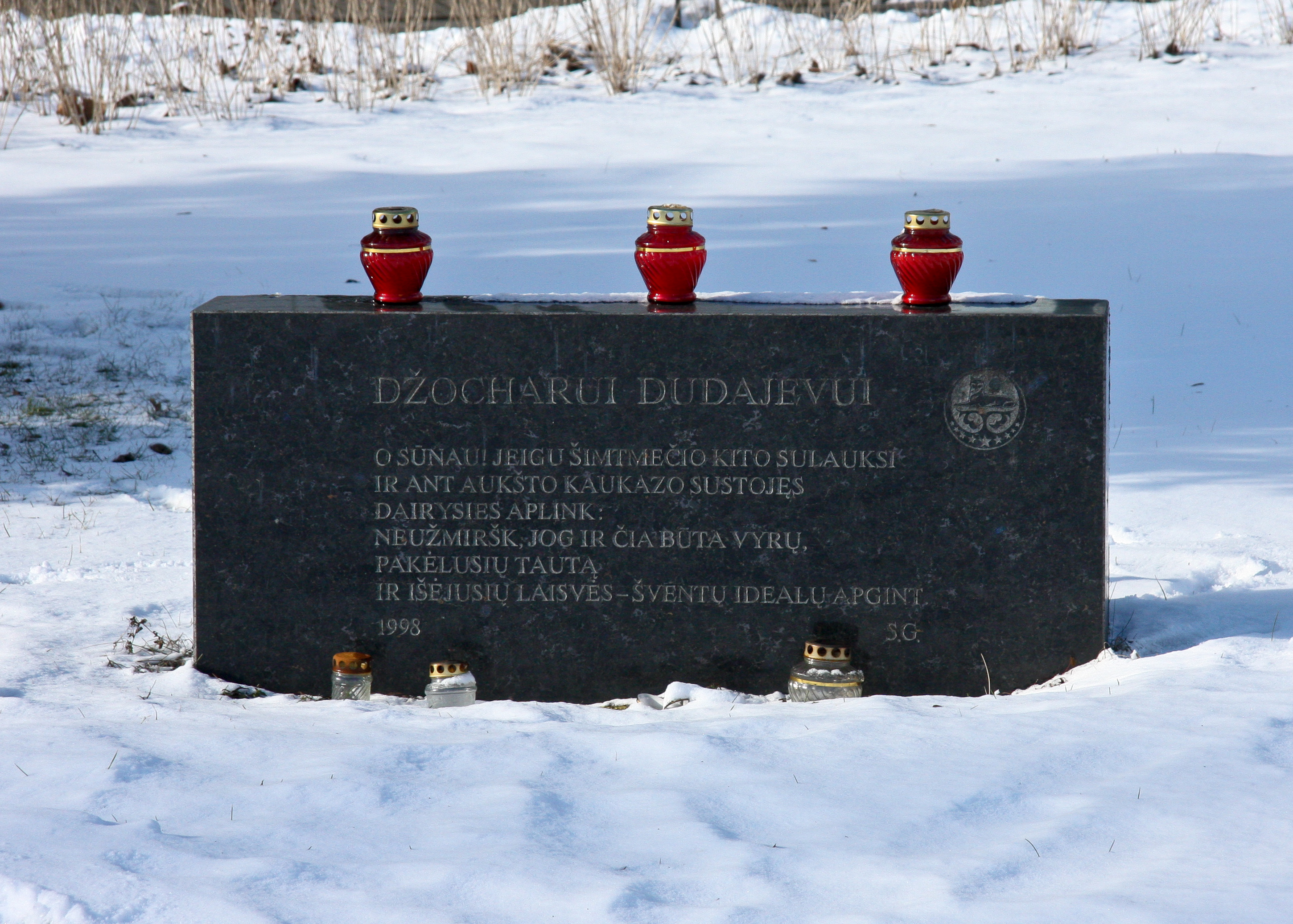
Пам'ятник у Вільнюсі
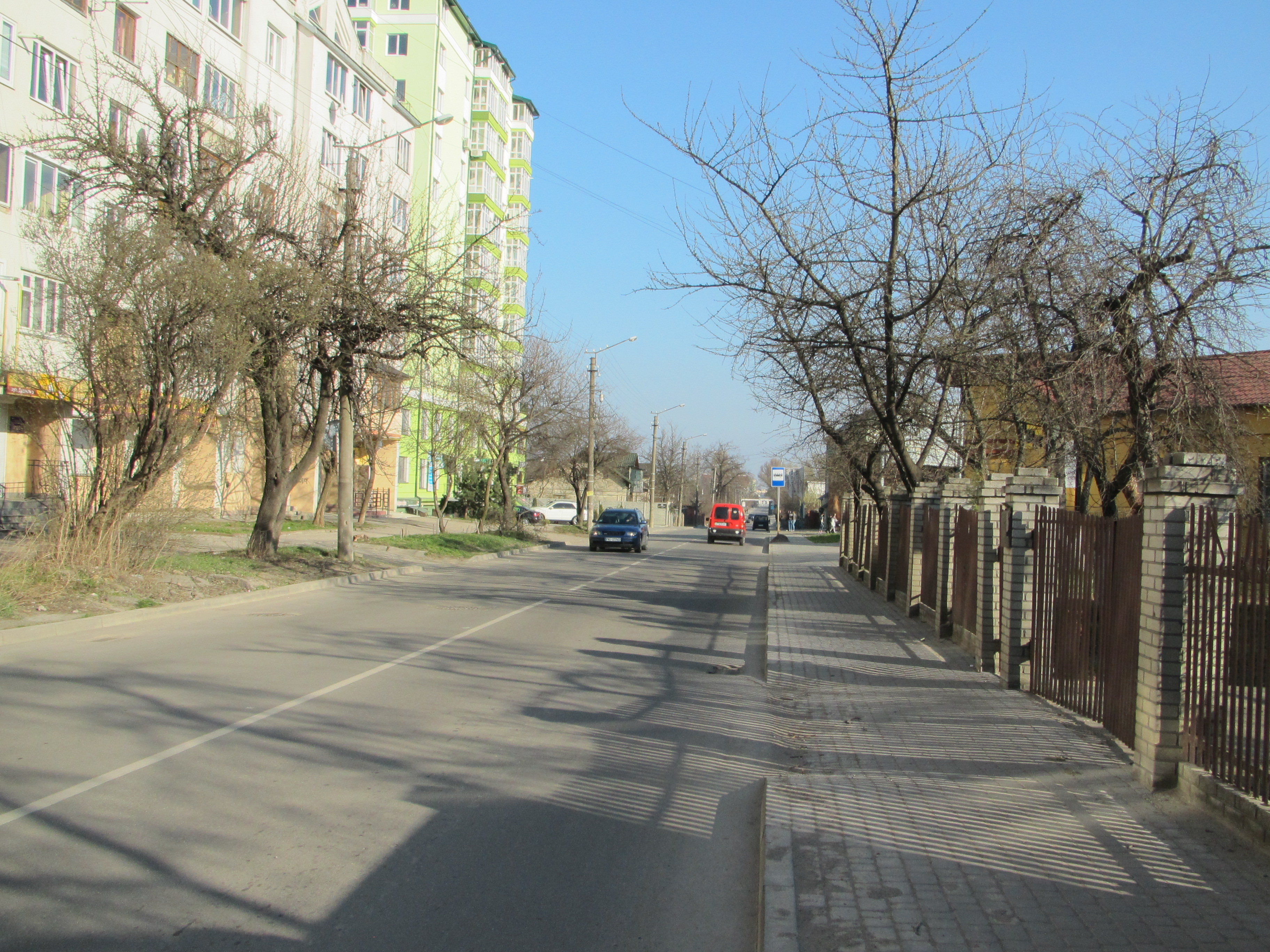
Вулиця в Івано-Франківську
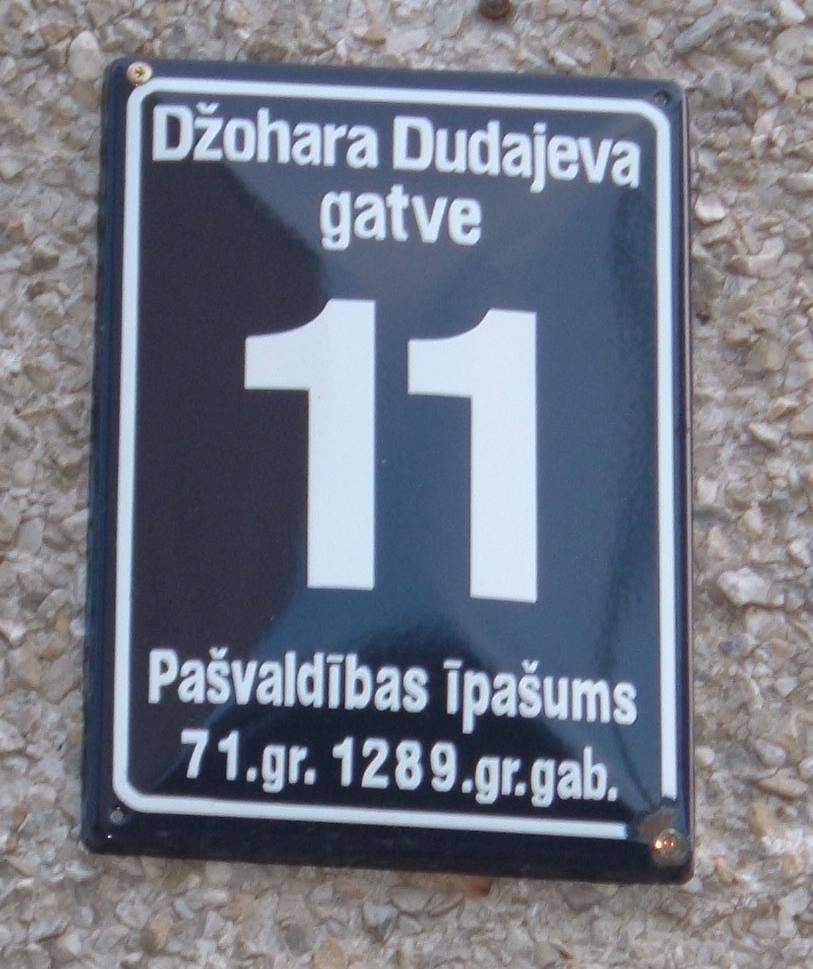
Вказівник на вулиці Риги